# Världsmästerskapen i kortbanesimning
Världsmästerskapen i kortbanesimning hade premiär 1993, och arrangeras numera jämna år. Tävlingarna simmas på kortbana (25 meter).

## Mästerskap
- Världsmästerskapen i kortbanesimning 1993 – Palma de Mallorca, Spanien
- Världsmästerskapen i kortbanesimning 1995 – Rio de Janeiro, Brasilien
- Världsmästerskapen i kortbanesimning 1997 – Göteborg, Sverige
- Världsmästerskapen i kortbanesimning 1999 – Hongkong, Kina
- Världsmästerskapen i kortbanesimning 2000 – Aten, Grekland
- Världsmästerskapen i kortbanesimning 2002 – Moskva, Ryssland
- Världsmästerskapen i kortbanesimning 2004 – Indianapolis, Indiana, USA
- Världsmästerskapen i kortbanesimning 2006 – Shanghai, Kina
- Världsmästerskapen i kortbanesimning 2008 – Manchester, England, Storbritannien
- Världsmästerskapen i kortbanesimning 2010 – Dubai, Förenade arabemiraten
- Världsmästerskapen i kortbanesimning 2012 – Istanbul, Turkiet
- Världsmästerskapen i kortbanesimning 2014 – Doha, Qatar
- Världsmästerskapen i kortbanesimning 2016 – Windsor, Ontario, Kanada
- Världsmästerskapen i kortbanesimning 2018 – Hangzhou, Kina
- Världsmästerskapen i kortbanesimning 2021 – Abu Dhabi, Förenade Arabemiraten
- Världsmästerskapen i kortbanesimning 2022 – Melbourne, Australien
- Världsmästerskapen i kortbanesimning 2024 – Budapest, Ungern

### Fotnoter
1. ↑  ”FINA World Swimming Championships (25m), 1993-2008 - A story of success” (på engelska). FINA. 16 november 2010. Arkiverad från originalet den 21 juni 2015. https://web.archive.org/web/20150621105746/http://www.fina.org/H2O/index.php?option=com_content&view=article&id=1749%3Afina-world-swimming-championships-25m-1993-2008-a-story-of-success&catid=210%3Aistanbul-2012&Itemid=796. Läst 4 augusti 2015.